# Principi de Le Châtelier

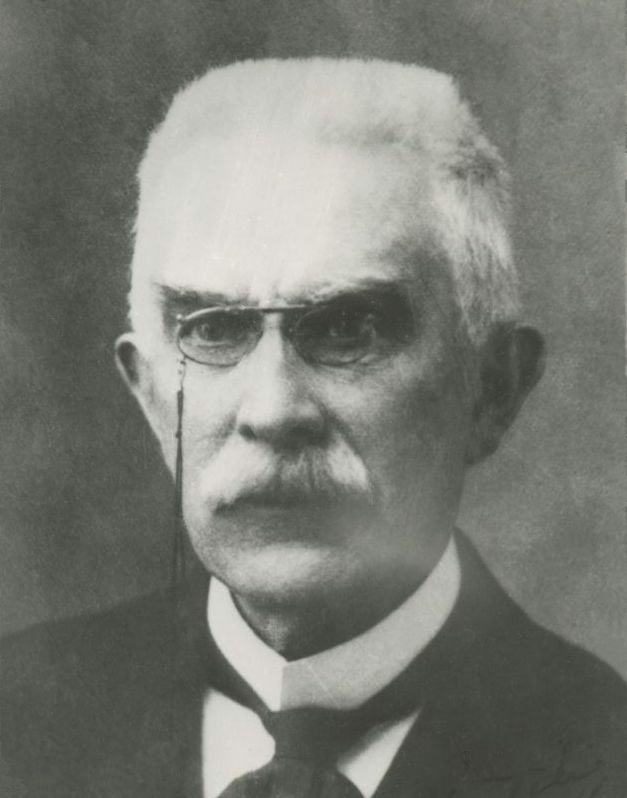
Fotografia d'Henry Louis Le Châtelier, que donà nom a principi.

En química el principi de Le Châtelier, també anomenat principi de Le Châtelier-Braun, permet predir de forma qualitativa l'efecte d'un canvi en les condicions d'un equilibri químic. El principi deu el nom als químics Henry Louis Le Châtelier i Karl Ferdinand Braun que ho van descobrir independent el 1884. Es pot resumir com segueix: 
Si un sistema químic en l'equilibri experimenta un canvi en la concentració d'algun dels seus components, en la temperatura, en el volum, o en la pressió total, llavors l'equilibri es desplaça en el sentit de contrarestar parcialment el canvi inicial.
Però el principi de Le Châtelier també té aplicacions més enllà de la química i es pot considerar que és una regla general sobre qualsevol equilibri. L'enunciat general pot ser:
Qualsevol canvi en un equilibri indueix una reacció d'oposició com a resposta.
Per exemple, els ecòlegs i els economistes l'observen sovint en els seus camps d'estudi. Així en un ecosistema el nombre d'herbívors i de carnívors es presenta en una relació d'equilibri molt delicada. Qualsevol pertorbació (sequera, malalties...) causa canvis en el nombre relatiu fins que s'assoleix un nou equilibri. En la seva forma més bàsica, el principi econòmic de l'oferta i la demanda és un altre exemple d'aplicació del principi de Le Châtelier a un camp distint de la química. Un equilibri oferta-demanda donat per a un determinat producte, estableix un preu. Si, la demanda o l'oferta, sofreixen canvis, provoca canvis en l'altra i s'estableix un nou preu que retorna l'equilibri.

## Variació de la concentració
Si disminuïm la concentració d'un component, reactiu o producte, en un equilibri químic, aquest es desplaçarà cap al sentit de la reacció química que tendeix a recuperar concentració perduda. En canvi, si s'augmenta la concentració d'un component, l'equilibri es desplaçarà cap al sentit en el qual es consumeix el component afegit. Per exemple si a la reacció representada per la següent equació s'afegeix hidrogen, H₂, la reacció es desplaçarà cap a la dreta, consumint hidrogen i produint iodur d'hidrogen, HI:
H2 (g) + I2 (g) → 2 HI(g)
Per contra, si retiram hidrogen del sistema la reacció es desplaçarà cap a l'esquerra produint més hidrogen.

## Canvi de temperatura
Quan s'augmenta la temperatura en un sistema en equilibri es desplaçarà en el sentit que absorbeixi la calor aplicada. I, al contrari, si es disminueix la temperatura del sistema, aquest evolucionarà en el sentit de produir més calor i escalfar el sistema.
Les reaccions químiques són exotèrmiques en un sentit i endotèrmiques en l'altra. Si augmentem la temperatura, la reacció evolucionarà en el sentit en què és endotèrmica. Si disminuïm la temperatura, la reacció es desplaçarà en el sentit que és exotèrmica.

## Canvi de pressió
L'augment de la pressió de tot el sistema fa que l'equilibri es desplaci cap al sentit de la reacció química que produeix menys quantitat de mols gasosos. En el procés contrari, en disminuir la pressió l'equilibri es desplaça cap al costat que produeix la quantitat més gran de mols gasosos.
Lògicament, en el cas que les quantitats de mols gasosos siguin iguals per a cada costat de l'equació, no es produiran canvis, és a dir que l'equilibri no es desplaçarà. També es pot augmentar la pressió del sistema sense afectar l'equilibri agregant un gas inert.